# Scooby-Doo! The Mystery Begins
Scooby-Doo! The Mystery Begins, ook bekend als Scooby-Doo 3: The Mystery Begins, is een Amerikaanse televisiefilm uit 2009, onder regie van Brian Levant. De film is een prequel op Scooby-Doo en Scooby-Doo 2: Monsters Unleashed, met ditmaal andere acteurs. De film werd uitgebracht als direct-naar-video.

## Verhaal
De film is gebaseerd op Scooby-Doo en vertelt het allereerste avontuur van de vriendengroep. Op dat moment zijn ze nog tieners en proberen ze te onrafelen wat er werkelijk gaande is wanneer meldingen worden gemaakt van spoken op hun middelbare school.
Al vroeg in de film ontmoeten Shaggy en Scooby elkaar voor het eerst wanneer Scooby op de vlucht is voor de spoken en schuil zoekt in Shaggy’s huis. De volgende dag, in de schoolbus, beschermt Scooby Shaggy tegen een pestkop, waardoor een vechtpartij ontstaat. Ook Velma, Fred en Daphne raken hierbij betrokken. De vier moeten allemaal nablijven voor hun aandeel in de chaos, en komen zo onbedoeld voor het eerst bij elkaar als groep. Ze gebruiken de tijd in het nablijflokaal om elkaar beter te leren kennen, en ontdekken zo dat ze een gemeenschappelijke interesse hebben in mysteries en het bovennatuurlijke. Wanneer de spoken opduiken in de school, besluit de groep samen te spannen om te ontrafelen wie deze spoken werkelijk zijn.
De groep verdenkt onder andere de bibliothecaris en de conciërge omdat zij beiden duidelijk ontevreden zijn met hun baan. Om het terrein rond de school beter te kunnen verkennen, biedt Daphne de groep haar oude bestelbusje aan als vervoer. Dit busje wordt later de bekende Mystery Van.
Na lang onderzoek blijkt dat het de spoken waarschijnlijk te doen is om een tijdcapsule, die onder de school verborgen is. Tevens blijken de spoken te werken voor een gemaskerde schurk genaamd The Specter, die de spoken met behulp van een oud boek heeft opgeroepen. Nadat de tijdcapsule is gevonden, gebruikt de groep ditzelfde boek om de spoken weer te laten verdwijnen. The Specter wordt gevangen en ontmaskert als schoolhoofd Deedle. Hij wilde de capsule omdat er een zeer zeldzame postzegel in zit, die hem ongetwijfeld een fortuin zou hebben opgeleverd.
Nadien besluit de groep voortaan vaker mysteries op te lossen. In hun busje vertrekken ze richting een museum waar volgens Velma ook vreemde zaken gebeuren. Dit is mogelijk de zaak van de Black Knight; de eerste zaak uit de originele animatieserie.

## Rolverdeling
| Acteur          | Personage               | Opmerkingen |
| --------------- | ----------------------- | ----------- |
| Nick Palatas    | Shaggy Rogers           |             |
| Kate Melton     | Daphne Blake            |             |
| Robbie Amell    | Fred Jones              |             |
| Hayley Kiyoko   | Velma Dinkley           |             |
| Frank Welker    | Scooby-Doo              | Stem        |
| Gary Chalk      | Directeur Grimes        |             |
| Shawn Macdonald | Schoolhoofd Deedle      |             |
| C. Ernst Harth  | de conciërge.           |             |
| Lorena Gale     | De bibliothecaris.      |             |
| Daniel Riordan  | The Dark Specter (stem) |             |

## Achtergrond
De film werd vooral opgenomen in en rond de Templeton Secondary School in Vancouver, Canada. De productie begon op 4 augustus 2008 De film zelf ging in première op 13 september 2009 op Cartoon Network, ter viering van het 40-jarig bestaan van de Scooby-Doo-franchise.
De film bevat een aantal referenties naar voorgaande Scooby-Doo producties. Zo is tijdens de aftiteling de muziek van What's New Scooby-Doo? te horen, en heeft de geest van Kapitein Cutler uit Scooby-Doo, Where Are You een cameo aan het eind van de film.
Ondanks dat de film werd uitgebracht als direct-naar-video, bleek hij succesvol genoeg om een vervolg te legitimeren. De acteurs van de film tekenden in oktober 2009 een contract voor ten minste drie vervolgfilms. De eerste hiervan is Scooby-Doo! Curse of the Lake Monster.

## Prijzen en nominaties
In 2010 werd de film genomineerd voor een Golden Reel Award voor Best Sound Editing - Long Form Dialogue and ADR in Television.